# Bruno Leonardo Formigoni
1. WEITERLEITUNG Bruno Formigoni